# Stenetrium bartholomei
Stenetrium bartholomei là một loài chân đều trong họ Stenetriidae. Loài này được Barnard miêu tả khoa học năm 1940.